# Unterseeboot 153 (1941)
Pour les articles homonymes, voir Unterseeboot 153.
Le Unterseeboot 153 (ou U-153) est un sous-marin allemand (U-Boot) de type IX.C utilisé par la Kriegsmarine pendant la Seconde Guerre mondiale.

## Historique
Mis en service le 19 juillet 1941, l'Unterseeboot 153 suit sa phase d'entraînement à Stettin en Pologne dans la 4. Unterseebootsflottille jusqu'au 31 mai 1942, puis rejoint sa flottille de combat à Lorient dans la 2. Unterseebootsflottille.
Le 15 novembre 1941, l'U-153 réalise un exercice en mer Baltique, près de Dantzig, lorsqu'il entre en collision avec l'U-583 qui disparaît corps et biens.
Il quitte le port de Kiel pour sa première patrouille le 18 mai 1942 sous les ordres du korvettenkapitän Wilfried Reichmann. Après trois jours en mer, il rejoint Kristiansand qu'il atteint le 20 mai 1942.
L'Unterseeboot 153 effectue deux patrouilles dans lesquelles il coule trois navires marchands pour un total de 16 186 tonneaux au cours de ses 51 jours en mer.
Sa deuxième patrouille part de la base sous-marine de Lorient le 6 juin 1942 sous les ordres du Korvettenkapitän Wilfried Reichmann. 

Le 6 juillet 1942, l'U-Boot est endommagé par les attaques aériennes d'un avion Douglas A-20 Havoc américain (59th BS, USAAF) dans les Caraïbes.

Après 38 jours en mer et un palmarès de trois navires marchands coulés pour un total de 16 186 tonneaux, l'U-153 est coulé à son tour le 13 juillet 1942 dans l'Atlantique nord au large de Colón au Panama à la position géographique de 9° 46′ N, 81° 29′ O, par des charges de profondeur lancées par le destroyer américain USS Lansdowne.

Les 52 membres de l'équipage sont tués lors de cette attaque.

## Affectations successives
- 4. Unterseebootsflottille du 19 juillet 1941 au 31 mai 1942 (entrainement)
- 2. Unterseebootsflottille du 1er juin 1942 au 13 juillet 1942 (service actif)

## Commandement
- Korvettenkapitän, puis Fregattenkapitän Wilfried Reichmann du 19 juillet 1941 au 13 juillet 1942

## Patrouilles
|       | Commandant                 | Départ      | Départ       | Arrivée         | Arrivée      | Jours    | Succès   |
| ----- | -------------------------- | ----------- | ------------ | --------------- | ------------ | -------- | -------- |
| 1     | KrvKpt. Wilfried Reichmann | 18 mai 1942 | Kiel         | 20 mai 1942     | Kristiansand | 3 jours  |          |
|       | KrvKpt. Wilfried Reichmann | 21 mai 1942 | Kristiansand | 730 mai 1942    | Lorient      | 10 jours |          |
| 2     | KrvKpt. Wilfried Reichmann | 6 juin 1942 | Lorient      | 13 juillet 1942 | Coulé        | 38 jours | 16 186   |
| Total | Total                      | Total       | Total        | Total           | Total        | 51 jours | 16 186 t |

Note : KrvKpt. = Korvettenkapitän

## Navires coulés
L'Unterseeboot 153 a coulé trois navires marchands pour un total de 16 186 tonneaux au cours des deux patrouilles (51 jours en mer) qu'il effectua.
| Date         | Nom            | Nationalité | Tonnage (GRT) | Fait  |
| ------------ | -------------- | ----------- | ------------- | ----- |
| 25 juin 1942 | Anglo-Canadian | Royaume-Uni | 5 268         | Coulé |
| 27 juin 1942 | Potlatch       | USA         | 6 085         | Coulé |
| 29 juin 1942 | Ruth           | USA         | 4 833         | Coulé |

## Référence
- (en) Cet article est partiellement ou en totalité issu de l’article de Wikipédia en anglais intitulé « German submarine U-153 (1941) » (voir la liste des auteurs).

1. ↑  Sources : Rohwer
2. ↑  https://uboat.net/boats/patrols/u153.html
3. ↑  http://uboat.net/boats/successes/u153/html